# Эстония (Омская область)
Эстония — исчезнувшая деревня в Большеуковском районе Омской области. Располагалась на территории современного Белогривского сельского поселения. Дата упразднения не установлена.

## География
Располагалась среди болот, в 16 км к северо-востоку от села Белогривка.

## История
Основана в 1906 году. В 1928 году состояла из 41 хозяйства. В административном отношении входила в состав Ориковского сельсовета Знаменского района Тарского округа Сибирского края. В 1960-х годах являлось отделением колхоза Белогривский. В начале 1980-х последние жители деревни переехали в село Белогривка, а на карте 1985 года издания деревня уже обозначена как «разв. Эстония». По всей видимости ликвидировано во второй половине 1980-х годов.

## Население
По переписи 1926 г. в деревне проживало 197 человек (97 мужчин и 100 женщин), основное население — эсты